# Cerro Santa Rosa
El Cerro Santa Rosa (9°30′25″N 69°57′26″O / 9.507, -69.9571) es una formación de montaña ubicada en una exclusiva región natural al noroeste de Portuguesa, a poca distancia del límite con Lara, en el occidente de Venezuela. A una altitud promedio entre 1.632 m s. n. m. y 1.638 m s. n. m. el Cerro Santa Rosa es una de las montañas más altas en Portuguesa.

## Ubicación
El Cerro Santa Rosa está ubicado en el corazón de una fila montañosa del municipio Monseñor José Vicente de Unda en el extremo norte del estado. El acceso se obtiene por la carretera panamericana al nivel del poblado La Cascada, subiendo por el caserío La Flada que está sobre el costado este de la montaña, a poca distancia al norte de Paraíso de Chabasquén. Hacia el oeste se encuentra el Cerro Altamira y el límite del estado con Trujillo y Lara.
Hacia el norte se continúa con la fila El Hechal y la fila La Raya hasta llegar al extremo norte del municipio y el monumental Cerro Gordo a nivel del límite norte con el estado Lara.